# سيرامانا
سيرامانا، (بالإنجليزية: Serramanna)‏، (سردينيا: Serra Manna) هي بلدية، في مقاطعة جنوب سردينيا، وتقع على بعد حوالي 30 كم (19 ميل) شمال غرب كالياري، وحوالي 15 كم (9 ميل) جنوب سانلوري. اعتبارا من 31 ديسمبر 2004 ، كان عدد سكانها 9443 وتبلغ مساحتها 83.9 كيلومتر مربع (32.4 ميل مربع).

## السكان
في سنة 1861 بلغ عدد السكان 3٬047 نسمة، وتطور العدد ليصل في سنة 2011 لـ 9٬259 نسمة.
يظهر هذا المخطط البياني تطور النمو السكاني لـ سيرامانا